# 青山革命烈士纪念碑
青山革命烈士纪念碑，位于中国广东省揭阳市惠来县青坑圆墩，为惠来县的一个县级文物保护单位，类型为近现代重要史迹及代表性建筑，公布时间为1979年4月。
青山革命烈士纪念碑建于1960年。